# Tuffé
Tuffé è un comune francese soppresso e frazione del dipartimento della Sarthe nella regione dei Paesi della Loira. Dal 1º gennaio 2016 si è fuso con il comune di Saint-Hilaire-le-Lierru per formare il nuovo comune di Tuffé-Val-de-la-Chéronne.

## Società

### Evoluzione demografica
Abitanti censiti